# Nicolas Alnoudji
Nicolas Alnoudji (Garoua, 1979. december 9. –) kameruni válogatott labdarúgó.

## Sikerei, díjai
- Kamerun
  - Olimpia: 2000
  - Afrikai nemzetek kupája: 2002